# شتینوویتسکی بورک

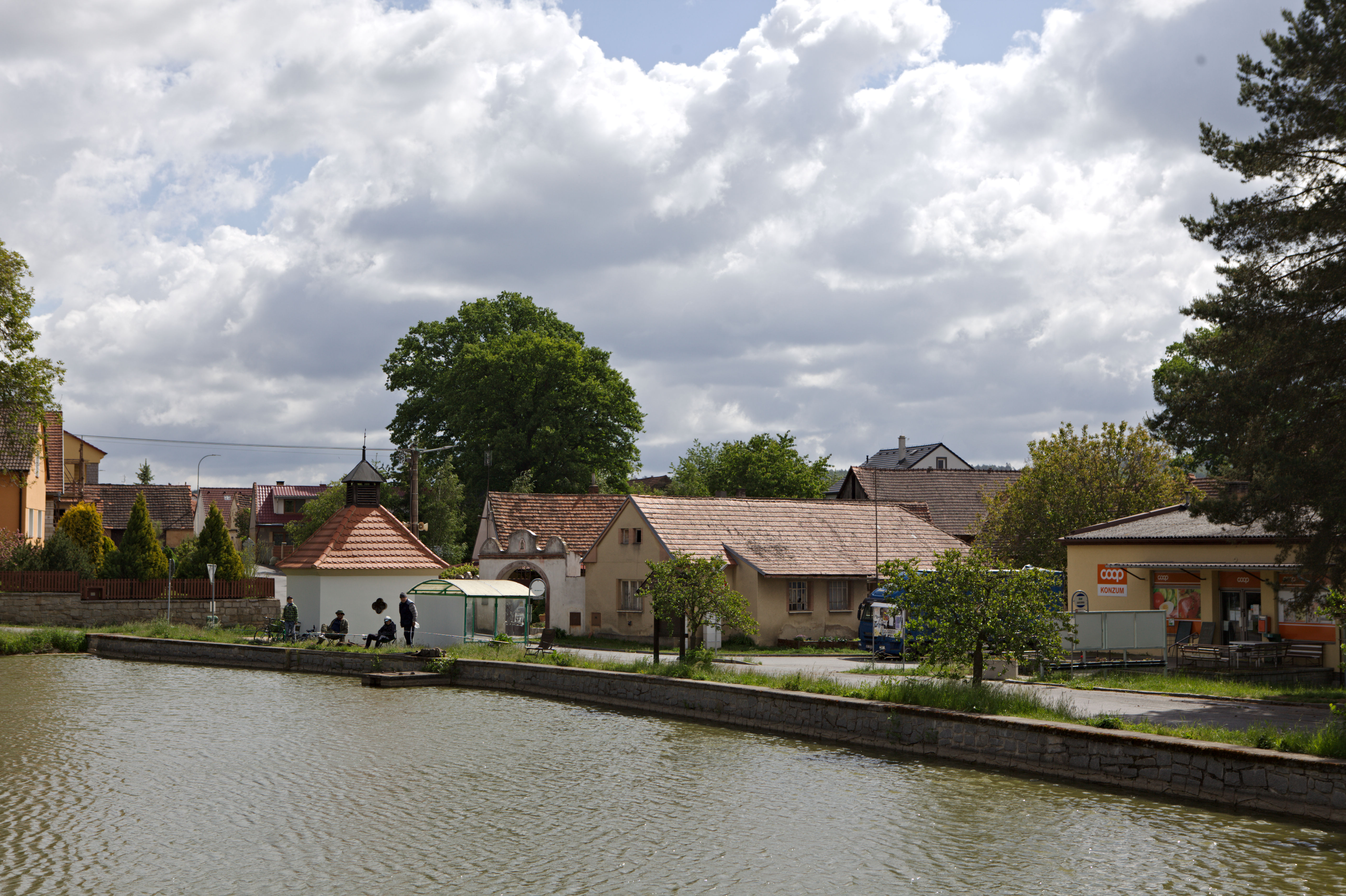
شنینوویتسکی بورک

شتینوویتسکی بورک (به چکی: Štěnovický Borek) یک منطقهٔ مسکونی در جمهوری چک است که در ناحیه پلزن-سیتی واقع شده‌است. شتینوویتسکی بورک ۶٫۲۲ کیلومتر مربع مساحت و ۴۰۵ نفر جمعیت دارد و ۴۱۲ متر بالاتر از سطح دریا واقع شده‌است.